# El món d'ahir
|  | Per a altres significats, vegeu «El món d'ahir (revista)». |

El món d'ahir. Memòries d'un europeu (títol original en alemany: Die Welt von Gestern) és una obra autobiogràfica de l'escriptor jueu austríac Stefan Zweig. Va ser escrita poc abans del seu suïcidi, en els seus últims anys d'exili (1939-1941), i publicada pòstumament per l'editorial Bermann-Fischer Verlag AB, a Estocolm.

## L'obra
Aquest llibre barreja impressions de la vida vienesa i europea anterior a la Primera Guerra Mundial amb records personals de Zweig. És, no obstant això, una memòria reservada, en la qual no s'esmenta la vida sentimental de l'autor.
Zweig assenyala sense objeccions els defectes d'aquesta societat desapareguda (la pobresa de grans sectors de la població, la permanent minoria d'edat de les dones, la hipocresia sexual), però enyora també amb passió (que, com en altres obres seves, tan bé sap transmetre) l'ideal de progrés indefinit i la fervent fe en l'ésser humà que desapareixerien per sempre en les trinxeres de la Gran Guerra. Els títols dels capítols (Eros matutinus, Universitas vitae) evoquen una cultura humanista i la frescor d'una esperança en el futur que quedarien destrossades pels primers desordres del segle XX. La lectura es fa àdhuc més dramàtica si es recorda que Zweig se suïcidaria poc després en companyia de la seva esposa, portat per la desesperança davant l'aparent triomf del nazisme en la Segona Guerra Mundial.

## Edicions
- El mundo de ayer, Acantilado, Barcelona 2002, ISBN 978-84-95359-49-0.
- Die Welt von Gestern. Erinnerungen eines Europäers. Amb epíleg i cronologia de Rüdiger Görner. Artemis & Winkler (Winkler Weltliteratur Blaue Reihe), Düsseldorf/Zuric 2002, ISBN 978-3-538-06938-1.
- "El món d'ahir. Memòries d'un europeu" Quaderns Crema, Barcelona 2001 ISBN 84-7727-335-9